# 彩峰苑
彩峰苑（英語：Choi Fung Court）位於香港九龍東牛池灣彩鳳徑，是在彩雲邨騰空地盤興建的一個居者有其屋屋苑，由香港房屋委員會發展，房屋署總建築師設計，有利建築有限公司承建。

## 概要
本苑為黃大仙區最東面屋苑，在1997年落成，樓高38層，每層有16個居住單位，共608伙。
房委會在彩雲邨進行一系列的翻新，改建及加建工程，如加建新商舖、新行人天橋、新球場、新停車場等設施，以改善居民生活質素。
彩峰苑為一個在彩雲邨騰空地盤興建的居屋屋苑，前身為彩鳳徑遊樂場 ，為滿足該區公屋居民置業願望，以綠表申請18期甲居屋彩雲邨住戶，可優先購買彩峰苑的單位，餘下的單位則售予其他申請人。

## 屋邨資料

### 樓宇
彩峰苑只有一座樓宇，一樓設有平台花園，內建兒童遊樂場；地下劃有90個車位，供住戶及訪客使用。
| 樓宇名稱 | 樓宇類型                 | 落成年份 | 層數 | 每層伙數 | 單位總數（伙） | 建築師         | 承建商           | 提供升降機的廠商 |
| -------- | ------------------------ | -------- | ---- | -------- | -------------- | -------------- | ---------------- | ---------------- |
| 彩峰苑   | 和諧一型第七款（第三代） | 1997年   | 38   | 16       | 608            | 房屋署總建築師 | 有利建築有限公司 | 奧的斯           |

由於屋苑鄰近高噪音的清水灣道，為符合環境保護署規定及要求，本屋苑全部單位已在入伙前裝有窗口式冷氣機。